# 菜食河
菜食河是北京地区的一条河流，为白河的支流。
又称渣汰河。发源于延庆县黑坑，向北经延庆县前南天门进入怀柔县，汇入白河。全长50.8公里。